# Eduardo Ferro Rodrigues
Eduardo Luís Barreto Ferro Rodrigues (ur. 3 listopada 1949 w Lizbonie) – portugalski polityk, ekonomista i nauczyciel akademicki, parlamentarzysta, w latach 1995–2002 minister, od 2002 do 2004 sekretarz generalny Partii Socjalistycznej (PS), od 2015 do 2022 przewodniczący Zgromadzenia Republiki.

## Życiorys
Z wykształcenia ekonomista, absolwent instytutu nauk ekonomicznych i finansowych działającego w ramach Universidade Técnica de Lisboa. W latach 1971–1986 pracował w resorcie przemysłu i technologii. Jednocześnie zajmował się działalnością naukową na ISCTE – Instituto Universitário de Lisboa, od 1973 zatrudniony jako asystent, zaś w latach 1987–1991 na stanowisku profesorskim.
Zaangażował się w działalność Partii Socjalistycznej. W 1985 po raz pierwszy wybrany na posła do Zgromadzenia Republiki, reelekcję uzyskiwał w kolejnych wyborach w 1987, 1991, 1995, 1999, 2002 i 2005. Od 1991 do 1993 był rzecznikiem PS do spraw gospodarczych, następnie do 1995 wiceprzewodniczącym jej frakcji poselskiej.
W latach 1995–2002 wchodził jako minister w skład obu rządów Antónia Guterresa. Był ministrem solidarności i zabezpieczenia społecznego (do 1998), ministrem pracy i ochrony socjalnej (do 2001) oraz ministrem zaopatrzenia społecznego (do 2002).
W 2002 zastąpił byłego premiera na funkcji sekretarza generalnego socjalistów, ugrupowaniem tym kierował do 2004, kiedy to funkcję tę objął José Sócrates. Wkrótce po wyborach w 2005 złożył mandat deputowanego w związku z powołaniem na ambasadora przy Organizacji Współpracy Gospodarczej i Rozwoju. Stanowisko to zajmował do 2011. W tym samym roku powrócił do Zgromadzenia Narodowego, ponownie wybierany na deputowanego w 2015 i 2019.
Był wiceprzewodniczącym parlamentu (2011–2014) i przewodniczącym klubu poselskiego PS (2014–2015). W październiku 2015 głosami socjalistów oraz deputowanych partii komunistycznych wybrany na przewodniczącego Zgromadzenia Republiki XIII kadencji. Utrzymał tę funkcję w październiku 2019 na okres XIV kadencji. Pełnił ją do 2022, w wyborach w tymże roku nie kandydował do parlamentu.